# Banyuls-dels-Aspres
Pour les articles homonymes, voir Banyuls.
Banyuls-dels-Aspres (prononcé [baɲuls dɛl.z‿aspʁ]  ; Banyuls dels Aspres en catalan) est une commune française située dans l'est du département des Pyrénées-Orientales, en région Occitanie. Sur le plan historique et culturel, la commune est dans le Roussillon, une ancienne province du royaume de France, qui a existé de 1659 jusqu'en 1790 et qui recouvrait les trois vigueries du Roussillon, du Conflent et de Cerdagne.
Exposée à un climat méditerranéen, elle est drainée par le Tech et par divers autres petits cours d'eau. La commune possède un patrimoine naturel remarquable : un site Natura 2000 (« le Tech ») et deux zones naturelles d'intérêt écologique, faunistique et floristique.
Banyuls-dels-Aspres est une commune rurale qui compte 1 397 habitants en 2022, après avoir connu une forte hausse de la population depuis 1975.  Elle fait partie de l'aire d'attraction de Perpignan. Ses habitants sont appelés les Banyulencqs ou  Banyulencques.

## Géographie

### Localisation
La commune de Banyuls-dels-Aspres se trouve dans le département des Pyrénées-Orientales, en région Occitanie.
Elle se situe à 15 km à vol d'oiseau de Perpignan, préfecture du département, à 13 km de Céret, sous-préfecture, et à 12 km de Thuir, bureau centralisateur du canton des Aspres dont dépend la commune depuis 2015 pour les élections départementales.
La commune fait en outre partie du bassin de vie du Boulou.
Les communes les plus proches sont : 
Saint-Jean-Lasseille (1,7 km), Brouilla (3,0 km), Tresserre (3,1 km), Villemolaque (3,3 km), Passa (4,8 km), Ortaffa (5,0 km), Bages (5,1 km), Saint-Génis-des-Fontaines (5,2 km).
Sur le plan historique et culturel, Banyuls-dels-Aspres fait partie de la région des Aspres. Compris entre les sillons de la Têt au nord et du Tech au sud, ce minuscule territoire roussillonnais tire son nom de la nature caillouteuse de ses sols.

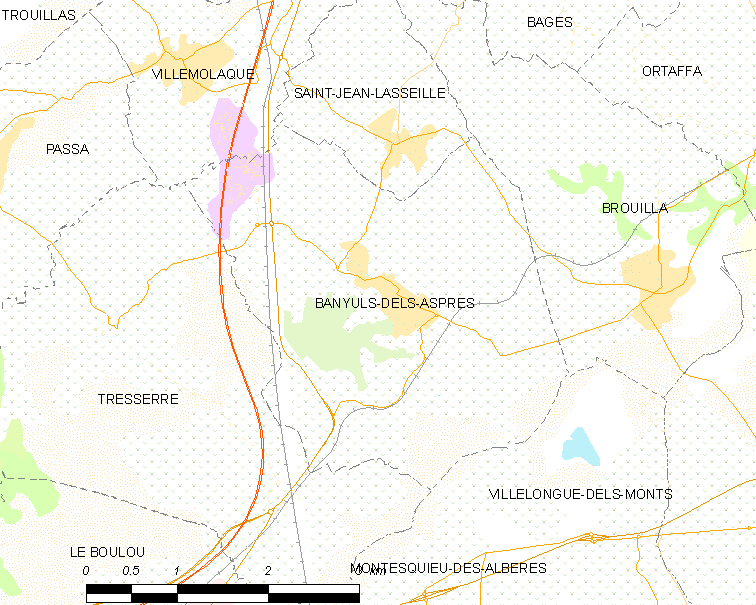
Situation de Banyuls-dels-Aspres.

| Villemolaque | Saint-Jean-Lasseille    |                        |
| Tresserre    | Banyuls-dels-Aspres     | Brouilla               |
|              | Montesquieu-des-Albères | Villelongue-dels-Monts |

### Géologie et relief
La superficie de la commune est de 1 053 hectares. L'altitude varie entre 41 et 124 mètres. Le centre du village est à une altitude de 110 m.
La commune est classée en zone de sismicité 3, correspondant à une sismicité modérée.

### Climat
Pour des articles plus généraux, voir Climat de l'Occitanie et Climat des Pyrénées-Orientales.
En 2010, le climat de la commune est de type climat méditerranéen franc, selon une étude du CNRS s'appuyant sur une série de données couvrant la période 1971-2000. En 2020, Météo-France publie une typologie des climats de la France métropolitaine dans laquelle la commune est exposée à un climat méditerranéen et est dans la région climatique Provence, Languedoc-Roussillon, caractérisée par une pluviométrie faible en été, un très bon ensoleillement (2 600 h/an), un été chaud (21,5 °C), un air très sec en été, sec en toutes saisons, des vents forts (fréquence de 40 à 50 % de vents > 5 m/s) et peu de brouillards.
Pour la période 1971-2000, la température annuelle moyenne est de 14,8 °C, avec une amplitude thermique annuelle de 15,5 °C. Le cumul annuel moyen de précipitations est de 634 mm, avec 5,4 jours de précipitations en janvier et 3 jours en juillet. Pour la période 1991-2020, la température moyenne annuelle observée sur la station météorologique la plus proche, située sur la commune de Vivès à 9 km à vol d'oiseau, est de 15,8 °C et le cumul annuel moyen de précipitations est de 669,2 mm,. Pour l'avenir, les paramètres climatiques de la commune estimés pour 2050 selon différents scénarios d’émission de gaz à effet de serre sont consultables sur un site dédié publié par Météo-France en novembre 2022.

### Milieux naturels et biodiversité

#### Réseau Natura 2000

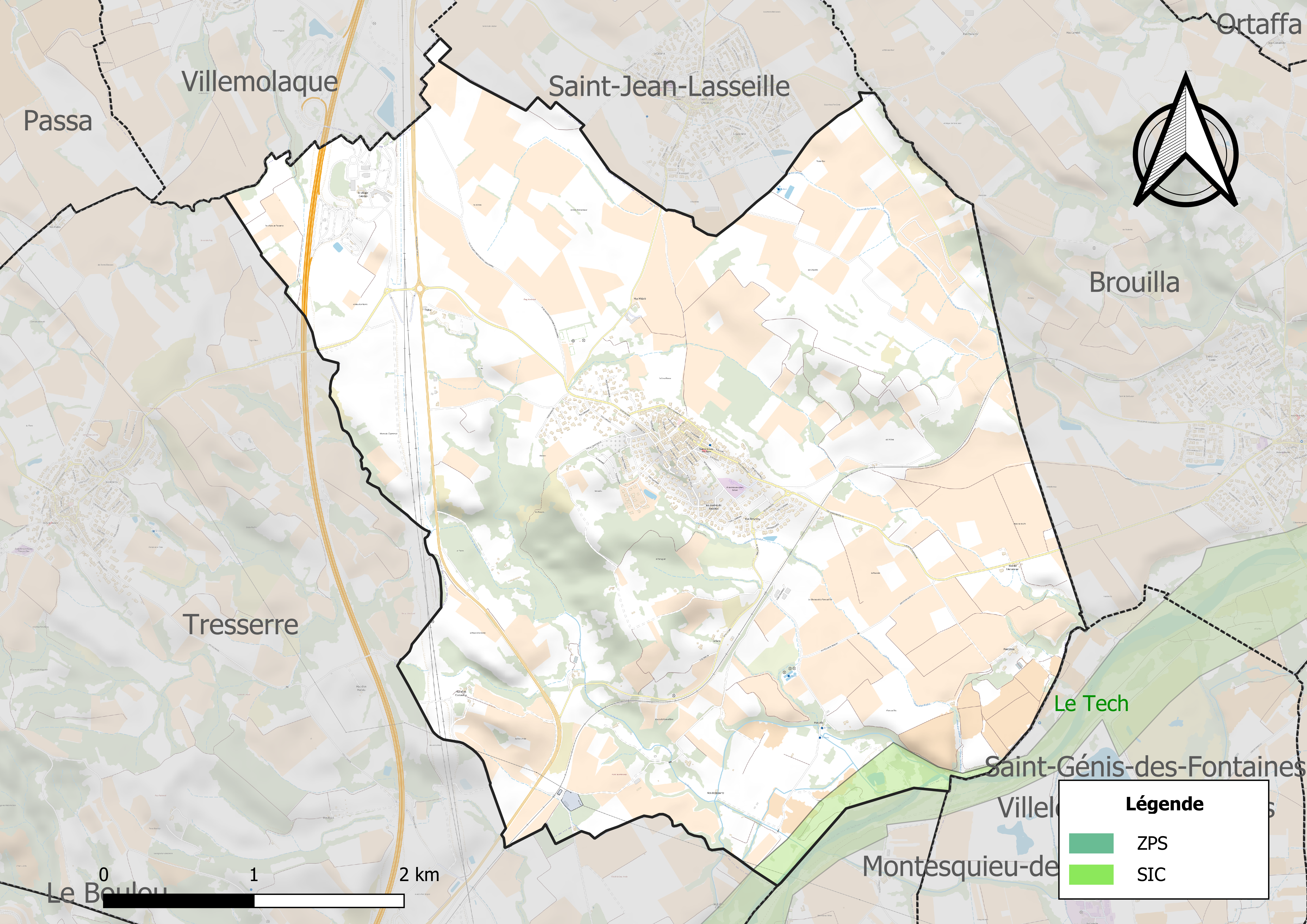
Site Natura 2000 sur le territoire communal.

Le réseau Natura 2000 est un réseau écologique européen de sites naturels d'intérêt écologique élaboré à partir des directives habitats et oiseaux, constitué de zones spéciales de conservation (ZSC) et de zones de protection spéciale (ZPS).
Un site Natura 2000 a été défini sur la commune au titre de la directive habitats : « le Tech », d'une superficie de 1 467 ha, héberge le Barbeau méridional qui présente une très grande variabilité génétique dans tout le bassin versant du Tech. Le haut du bassin est en outre colonisé par le Desman des Pyrénées.

#### Zones naturelles d'intérêt écologique, faunistique et floristique
L’inventaire des zones naturelles d'intérêt écologique, faunistique et floristique (ZNIEFF) a pour objectif de réaliser une couverture des zones les plus intéressantes sur le plan écologique, essentiellement dans la perspective d’améliorer la connaissance du patrimoine naturel national et de fournir aux différents décideurs un outil d’aide à la prise en compte de l’environnement dans l’aménagement du territoire.
Une ZNIEFF de type 1 est recensée sur la commune :
la « vallée du Tech de Céret à Ortaffa » (611 ha), couvrant 10 communes du département et une ZNIEFF de type 2, : 
la « rivière le Tech » (933 ha), couvrant 14 communes du département.

Carte des ZNIEFF de type 1 et 2 à Banyuls-dels-Aspres.
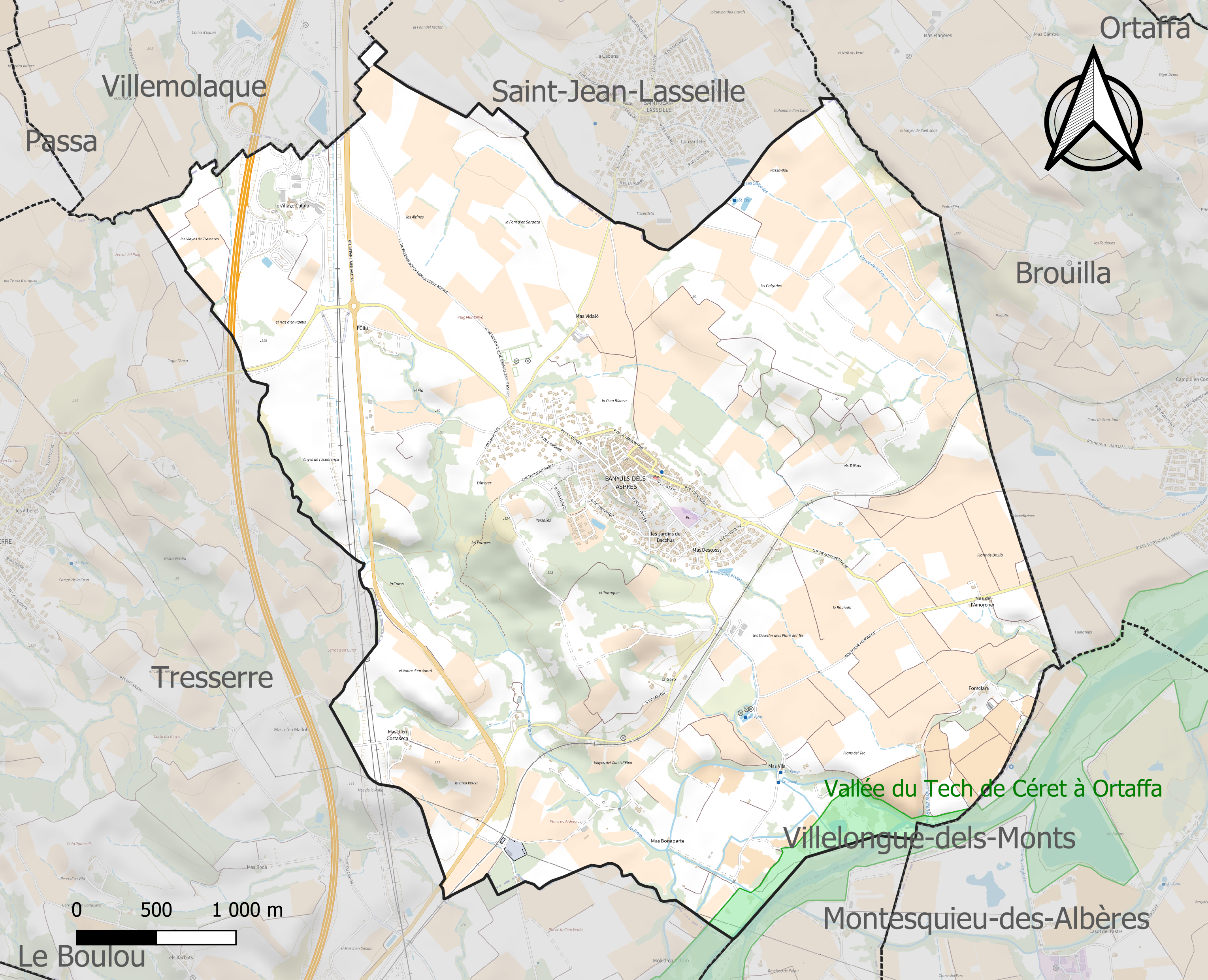
Carte de la ZNIEFF de type 1 sur la commune.
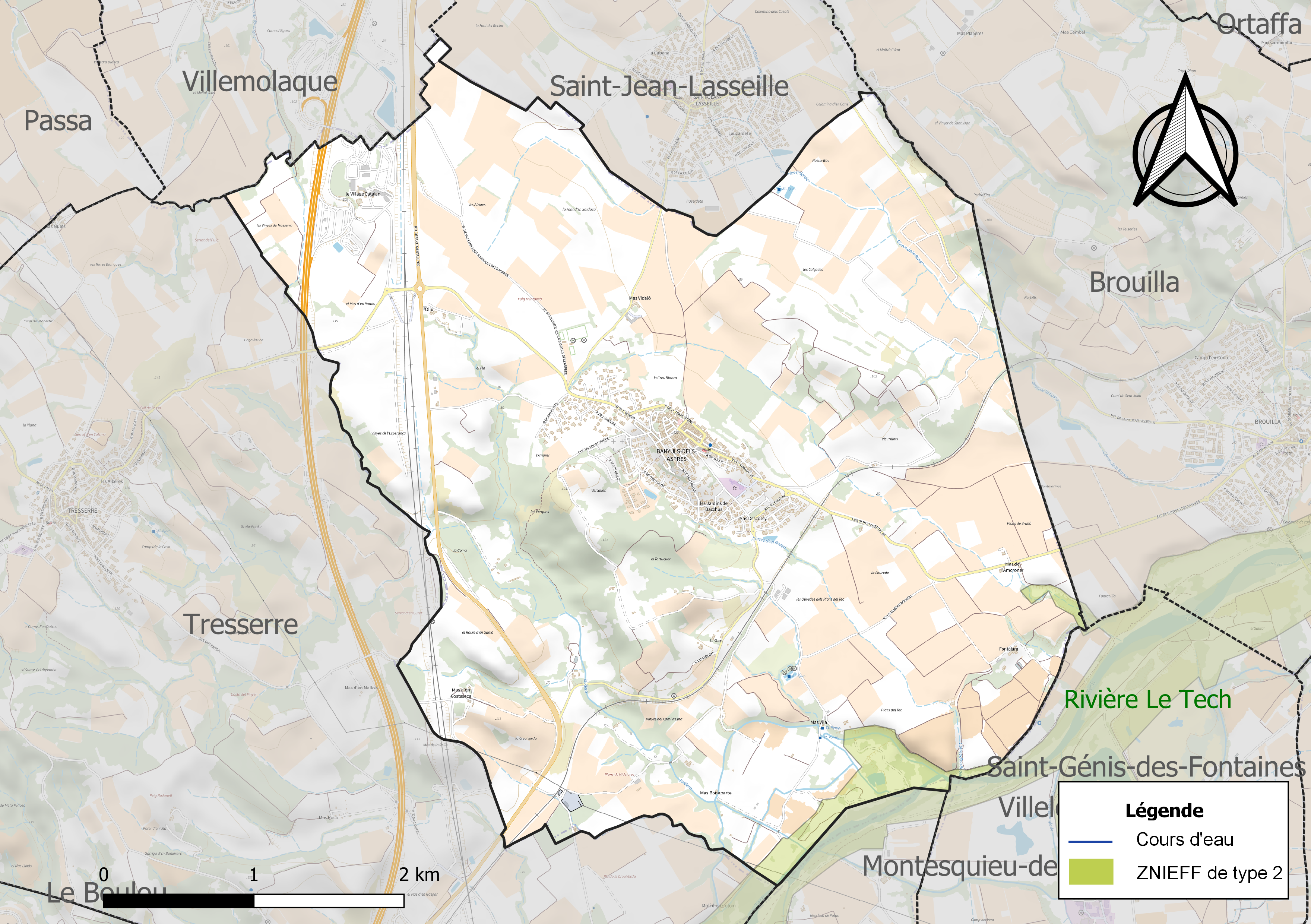
Carte de la ZNIEFF de type 2 sur la commune.

## Urbanisme

### Typologie
Au 1er janvier 2024, Banyuls-dels-Aspres est catégorisée bourg rural, selon la nouvelle grille communale de densité à sept niveaux définie par l'Insee en 2022.
Elle est située hors unité urbaine. Par ailleurs la commune fait partie de l'aire d'attraction de Perpignan, dont elle est une commune de la couronne,. Cette aire, qui regroupe 118 communes, est catégorisée dans les aires de 200 000 à moins de 700 000 habitants,.

### Occupation des sols
L'occupation des sols de la commune, telle qu'elle ressort de la base de données européenne d’occupation biophysique des sols Corine Land Cover (CLC), est marquée par l'importance des territoires agricoles (81,7 % en 2018), en diminution par rapport à 1990 (90 %). La répartition détaillée en 2018 est la suivante : 
cultures permanentes (81,7 %), milieux à végétation arbustive et/ou herbacée (7 %), zones industrielles ou commerciales et réseaux de communication (5,9 %), zones urbanisées (5,4 %). L'évolution de l’occupation des sols de la commune et de ses infrastructures peut être observée sur les différentes représentations cartographiques du territoire : la carte de Cassini (XVIIIe siècle), la carte d'état-major (1820-1866) et les cartes ou photos aériennes de l'IGN pour la période actuelle (1950 à aujourd'hui).

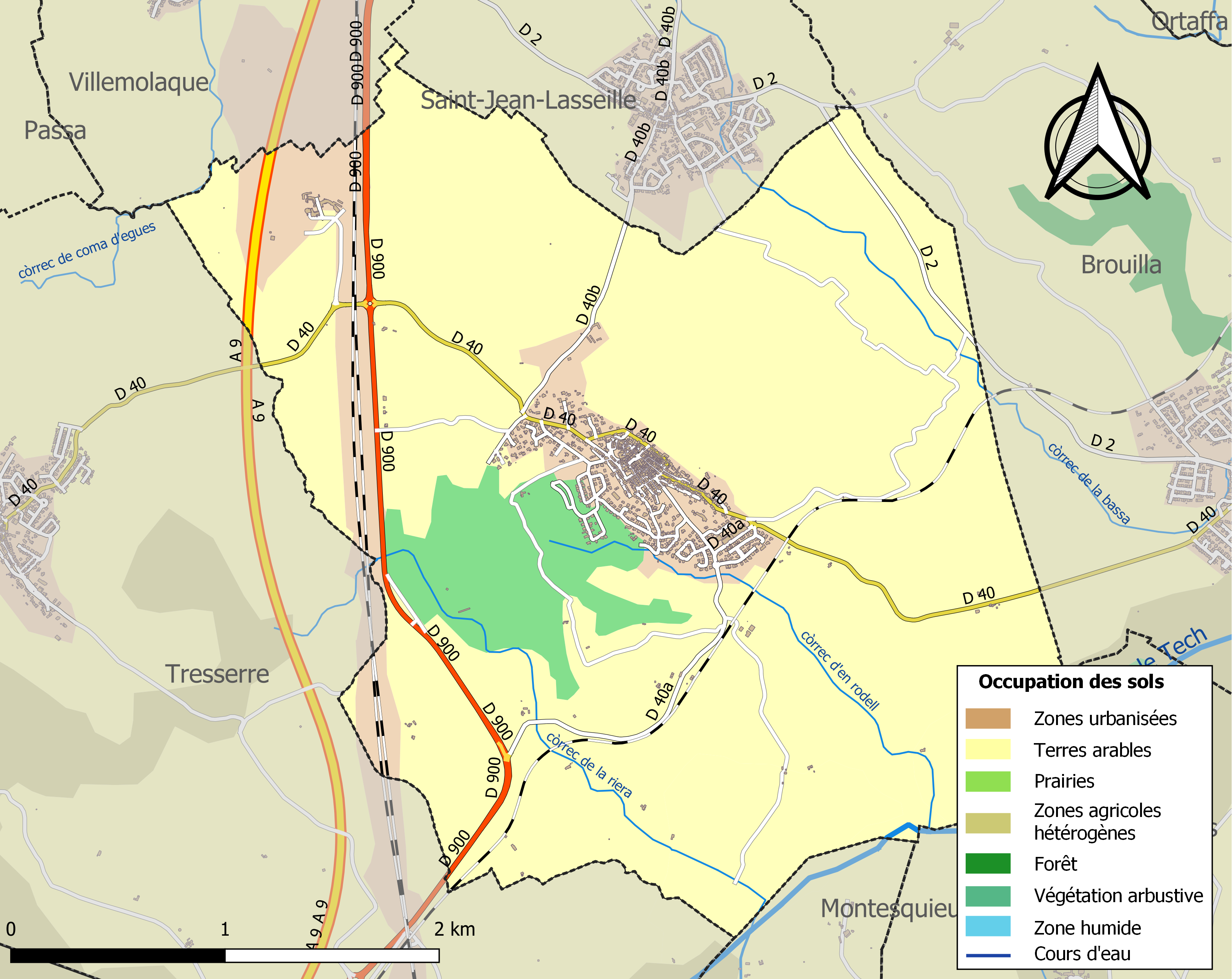
Carte des infrastructures et de l'occupation des sols de la commune en 2018 (CLC).

### Voies de communication et transports
Banyuls-dels-Aspres est situé sur la D 40.
La ligne 530 du réseau régional liO relie la commune à la gare de Perpignan depuis Arles-sur-Tech, et la ligne 572 relie également la commune à la gare de Perpignan depuis le centre du village.

### Risques majeurs
Le territoire de la commune de Banyuls-dels-Aspres est vulnérable à différents aléas naturels : inondations, climatiques (grand froid ou canicule), feux de forêts, mouvements de terrains et séisme (sismicité modérée). Il est également exposé à un risque technologique,  le transport de matières dangereuses,.

#### Risques naturels
Certaines parties du territoire communal sont susceptibles d’être affectées par le risque d’inondation par crue torrentielle de cours d'eau du bassin du Tech.
Les mouvements de terrains susceptibles de se produire sur la commune sont soit des mouvements liés au retrait-gonflement des argiles, soit des glissements de terrains. Une cartographie nationale de l'aléa retrait-gonflement des argiles permet de connaître les sols argileux ou marneux susceptibles vis-à-vis de ce phénomène.
Ces risques naturels sont pris en compte dans l'aménagement du territoire de la commune par le biais d'un plan de surfaces submersibles valant plan de prévention des risques.

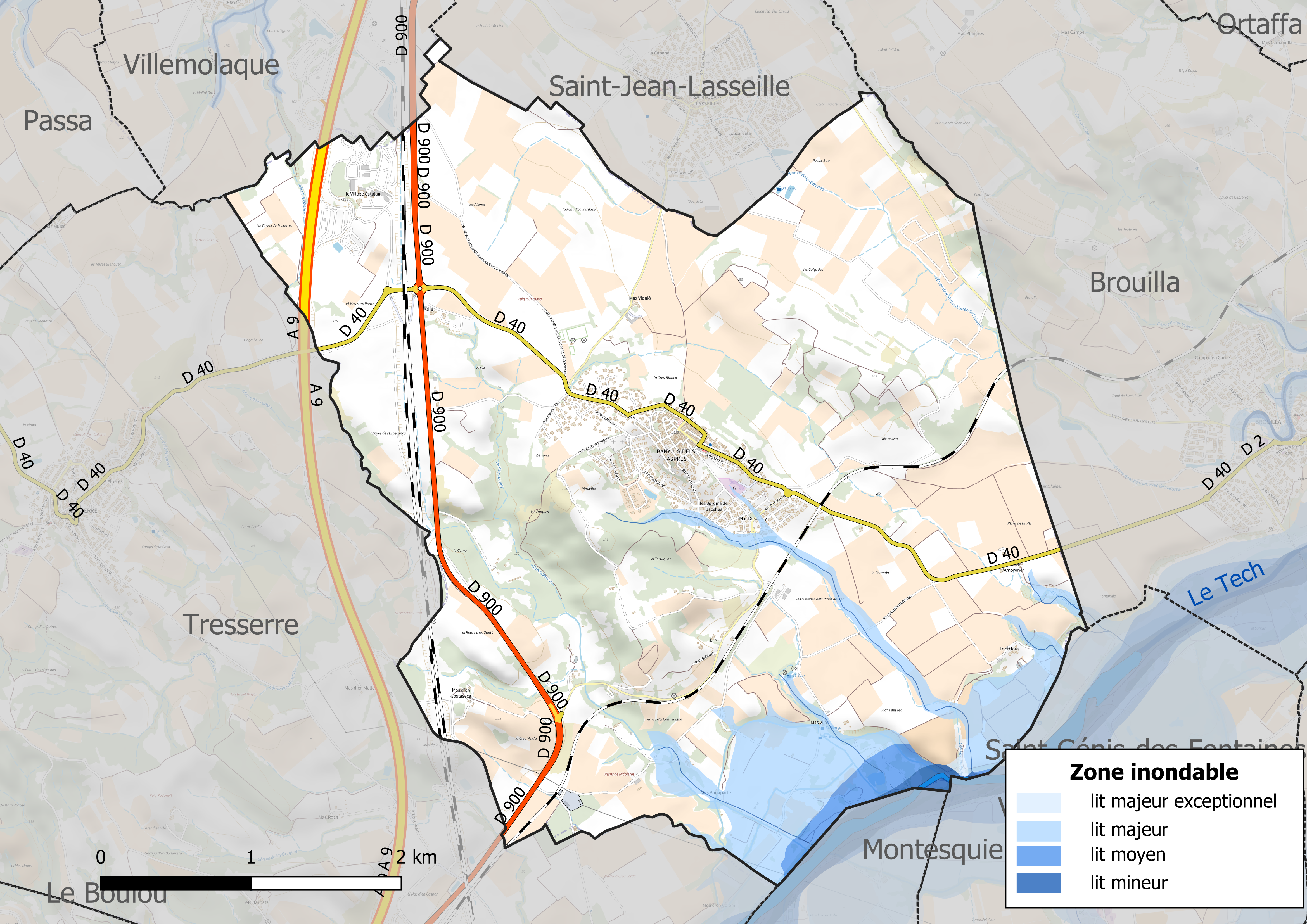
Carte des zones inondables.
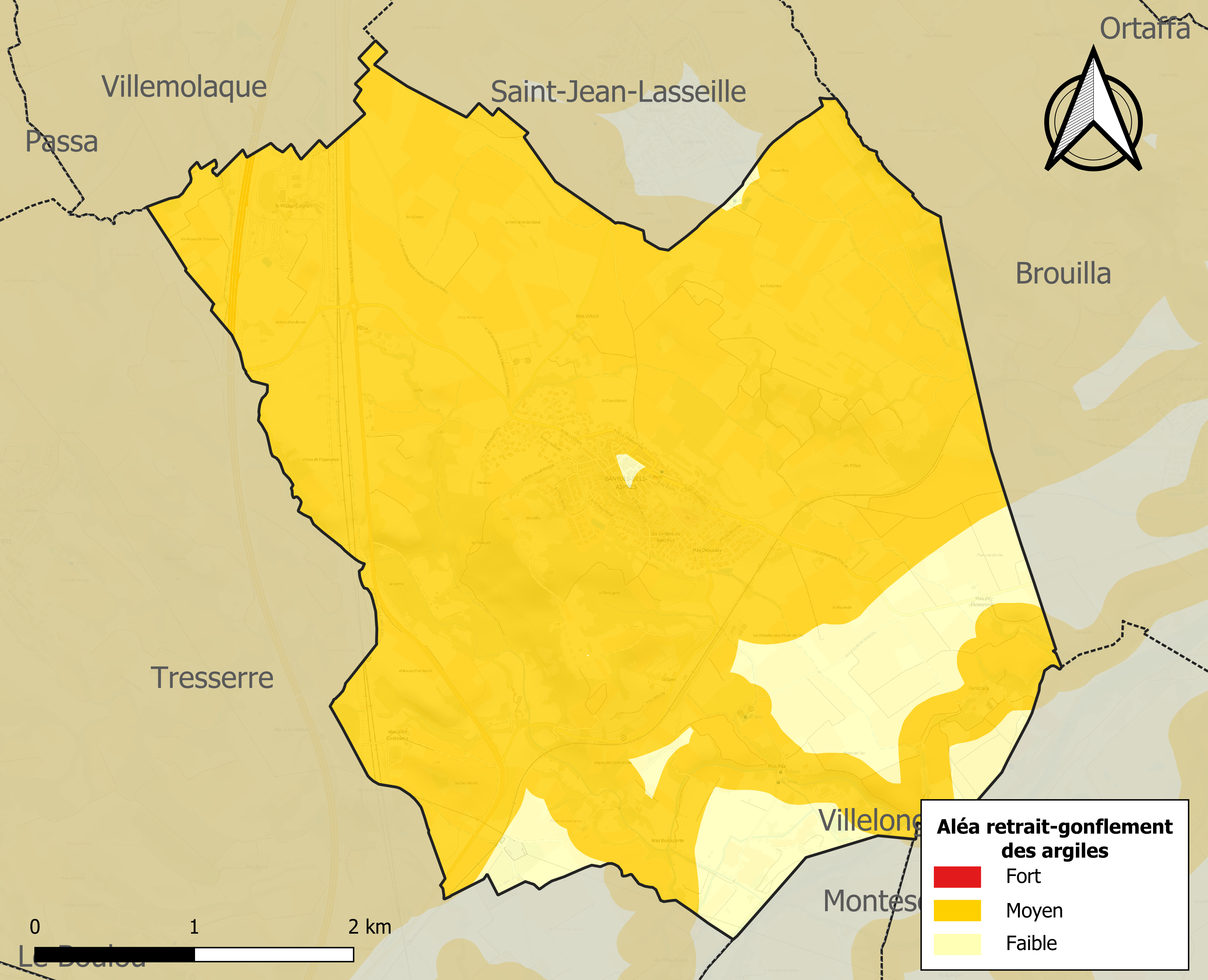
Carte des zones d'aléa retrait-gonflement des argiles.

#### Risques technologiques
Le risque de transport de matières dangereuses sur la commune est lié à sa traversée par des infrastructures routières et ferroviaires importantes et la présence d'une canalisation de transport de gaz. Un accident se produisant sur de telles infrastructures est en effet susceptible d’avoir des effets graves au bâti ou aux personnes jusqu’à 350 m, selon la nature du matériau transporté. Des dispositions d’urbanisme peuvent être préconisées en conséquence.

## Toponymie
En catalan, le nom de la commune est Banyuls dels Aspres.
La première mention du lieu date de 819, sous la forme Villa Balnelonis : Villam Balnelonis cum ipso stagno. La forme latine balneolum renvoie à balneum (les bains) et stagno à étang, en l’occurrence ici, une référence à l’étang auprès duquel était situé le village primitif (comme pour Banyuls-sur-Mer et comme Banyoles, près de Gérone). Cet étang est aujourd'hui asséché.
Les mentions suivantes donnent Bagnules en 934 et Banuls en 1028.
La forme composée avec l'ajout de Aspres est relevée dès le XIIe siècle (Banyuls de Asperis, 1186), et s'est généralisée à partir du XIVe siècle. Il s'agissait de différencier le village de la commune relativement proche de Banyuls de la Marenda (Banyuls-sur-Mer).
La commune est connue en 1793 sous le nom de Banyuls dels Aspres et en 1801 également sous celui de Banyuls dit des Aspres.

## Histoire
(juillet 2010).

### Le village

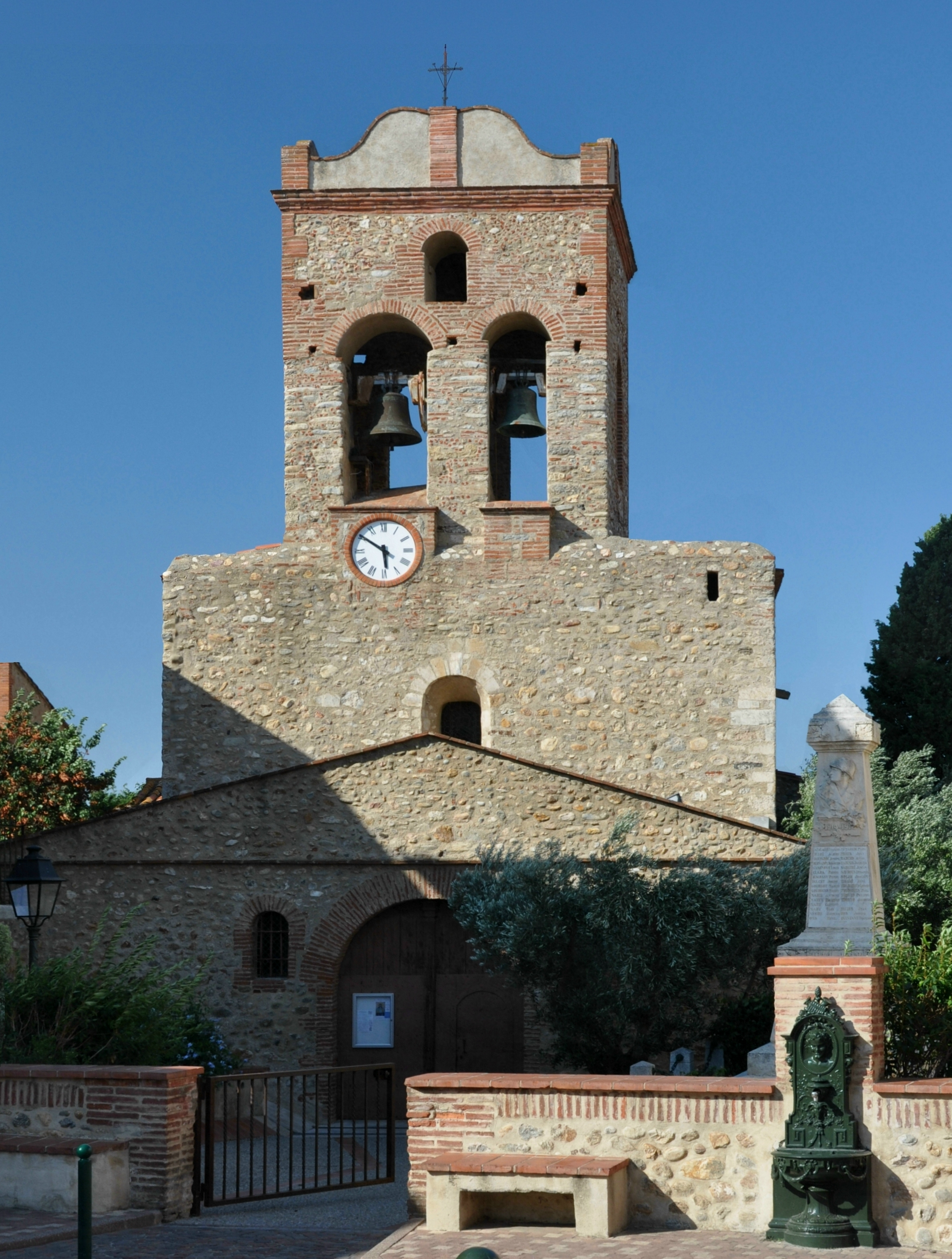
Église Saint-André de Banyuls-dels-Aspres.

Pendant la période gallo-romaine, le site de Banyuls-dels-Aspres était sur la Via Domitia.
À l’origine du village de Banyuls-dels-Aspres, il faut attendre la conquête des territoires de l'actuelle France par Charlemagne en 811. Dès que Charlemagne récupère le Roussillon, il l'intègre dans son système féodal et le divise en comtés et marches. Le sud de la plaine est intégré au comté de Besalú.
Auparavant dominée par une aristocratie locale d’origine tribale ou wisigothique, l’indépendance que manifeste la région oblige rapidement les Carolingiens à mettre en place des comtes d’origine franque, dominés par Guifred le Velu, comte de Barcelone, à l’origine de la Catalogne. De cette aristocratie franque est originaire la famille de Banyuls que l’on retrouve comme seigneurs de Banyuls depuis l’origine.
Rien ne subsiste du village initial. Les vestiges des remparts encore visibles sont plus récents (XIIe et XIIIe siècles). Des fouilles pratiquées en 1873 ont mis en évidence que le village primitif ne se trouvait pas au même emplacement que le village actuel, mais au lieu-dit la Vila Vella, mentionné dans un document datant de 1411, qui se situe au nord, entre Banyuls et Saint-Jean-Lasseille. Les lieux se présentaient vraisemblablement ainsi : d'abord l'étang (sans doute asséché vers la fin du Moyen Âge), puis une butte, motte castrale, sur laquelle était bâtie le château de la famille de Banyuls. Au pied de la butte, le village avec son église et son cimetière (mis au jour lors des fouilles de 1873).

### La seigneurie de Banyuls
Les plus anciens écrits mentionnant la seigneurie de  Banyuls datent du XIIe siècle. Deux frères, Bernard Ier de Banyuls et Pierre Ier de Banyuls sont cités dans divers documents datés de 1132, 1134 et 1164. Le cinq des nones d'octobre 1132, ils apposent leur signature, au bas de l'acte de donation d'un manse (petit domaine féodal) adjacent à la localité de Banyuls-dels-Aspres, qui fut consenti aux templiers du Mas Deu. On sait que leur père était déjà seigneur de Banyuls-dels-Aspres. Le 10 juillet 1150 à la mort de ce dernier, Pierre Ier et Bernard Ier signent une convention afin de délimiter les propriétés de chacun, issues d’un honor que leurs parents viennent de leur transmettre en héritage, de part et d’autre du « chemin franc » reliant La Cusa à Perpignan.
Le village a une grande importance durant le haut Moyen Âge, la famille de Banyuls devenant de plus en plus importante au fil du temps. Il suit l’histoire du Roussillon, passant du royaume de Majorque au XIVe siècle, puis revenant dans le giron du royaume d'Aragon.
Les seigneurs de Banyuls-dels-Aspres sont ensuite dans l’ordre :
- Pons de Banyuls (mort avant 1172) ;
- Ramon de Banyuls (Raymond II de Banyuls), cavaller, commissaire du roi de Majorque Jacques Ier, chargé du ressort judiciaire sur les vallées de Ribes.
- Dalmau de Banyuls (Dalmace Ier de Banyuls), décédé en 1345, gouverneur et capitaine-général de Ferrare de 1309 à 1313, condottiere au service de la république de Venise, conseiller du roi Sanche de Majorque, lieutenant du roi à Majorque, chancelier du royaume, il obtient, en plus de Banyuls, de  Jacques II de Majorque, 12 janvier 1339 ainsi qu’à ses descendants, la haute justice sur Saint-Jean-Lasseille. Une cérémonie de prise de possession a lieu appliquant la charte royale durant laquelle il fait planter des fourches patibulaires pour marquer cette prise de droit ;
- Dalmau de Banyuls (Dalmace II de Banyuls), également seigneur de Nyer, lieutenant du royaume de Majorque ;
- Dalmau de Banyuls (Dalmace III de Banyuls), également seigneur de Nyer, de Porcinyans et de La Rocha en Conflent, mort en juin 1408 ;
- Joan  de Banyuls (Jehan II de Banyuls) marié en 1419, mort en Italie ;
- Francesch de Banyuls (François Ier de Banyuls), seigneur de Banyuls-dels-Aspres et de Saint-Jean-Lasseille, propriétaire des scribanias[Note 6] de Céret (marié en 1455).

Les Banyuls avaient des liens étroits avec un petit monastère qui se trouvait au sud du territoire, près du Tech. Il s'agissait de Fontclara, dont les bâtiments furent détruits par le tremblement de terre de Catalogne le 2 février 1428 puis emportés par une crue du Tech au XVe siècle. En compensation, les religieux obtinrent le droit de s'installer dans la nouvelle église du village, construite entre 1424 et 1427.
La famille de Banyuls garde le fief de Banyuls-dels-Aspres jusqu’en 1461, date à laquelle Francesch de Banyuls alors seigneur de Banyuls-dels-Aspres et de Saint-Jean-Lasseille, se fait confisquer tous ses biens par le roi de France Louis XI qui profite de la crise de succession du royaume d’Aragon pour annexer (temporairement) la Catalogne et la Cerdagne.
La seigneurie passe alors aux mains d’Auger de La Coste. Elle est ensuite vendue et achetée par Llorens Paulet (Laurent Paulet), bourgeois et consul de Perpignan.
Au XVIIe siècle, elle devient possession du monastère de Montserrat.

### Fin de l'Ancien Régime
À la Révolution, de seigneurie, Banyuls-dels-Aspres est transformée en municipalité.

## Politique et administration

### Canton
La commune de Banyuls-dels-Aspres fait partie du canton de Céret depuis sa création en 1790. À compter des élections départementales de 2015, la commune est incluse dans le nouveau canton des Aspres.

### Liste des maires
| Période         | Période   | Identité              | Étiquette | Qualité |
| --------------- | --------- | --------------------- | --------- | ------- |
| 1792            | 1795      | Jean Marie            |           |         |
| 1795            | 1797      | Jean Rolland          |           |         |
| 1797            | 1799      | Gaudérique Rabixo     |           |         |
| 1799            | 1802      | Jean Marie            |           |         |
| 1802            | 1815      | Gaudérique Rabixo     |           |         |
| 1815            | 1825      | Gaudérique Gastu      |           |         |
| 1825            | 1830      | Jean-Baptiste Courp   |           |         |
| 1830            | 1844      | Raymond Massotta      |           |         |
| 1844            | 1846      | Joseph Guillemat      |           |         |
| 1846            | 1847      | Joseph Courp-Massotta |           |         |
| 1847            | 1848      | Paul Massotta         |           |         |
| 1848            | 1855      | Gaudérique Rabixo     |           |         |
| 1855            | 1856      | Joseph Courp-Massotta |           |         |
| 1856            | 1863      | Gaudérique Rabixo     |           |         |
| 1863            | 1870      | Barthélémy Carbasse   |           |         |
| 1870            | 1871      | Jacques Comes         |           |         |
| 1871            | 1874      | Joseph Guillemat      |           |         |
| 20 février 1874 | 1876      | Barthélémy Carbasse   |           |         |
| 1876            | 1878      | Saturnin Massotta     |           |         |
| 1878            | 1881      | Joseph Guillemat      |           |         |
| 1881            | 1885      | Jacques Germa         |           |         |
| 1885            | 1888      | Isidore Rolland       |           |         |
| 1888            | 1892      | Antoine Marie         |           |         |
| 1892            | 1894      | François Soler        |           |         |
| 1894            | 1896      | Joachim Biagne        |           |         |
| 1896            | 1904      | Antoine Marie         |           |         |
| 1904            | 1905      | Louis Ey              |           |         |
| 1905            | 1910      | Jean Guillemat        |           |         |
| 1910            | 1919      | Raymond Marty         |           |         |
| 1919            | 1944      | Abdon Guitard         |           |         |
| 1944            | 1945      | Clément Farrail       |           |         |
| 1945            | 1960      | Amédée Clara          |           |         |
| 1960            | 1989      | Albert Bernadoy       |           |         |
| 1989            | mars 2014 | André Marie           | DVG       |         |
| mars 2014       | En cours  | Laurent Bernardy      |           |         |

## Population et société

### Démographie

#### Démographie ancienne
La population est exprimée en nombre de feux (f) ou d'habitants (H).
| 1365 | 1378 | 1515 | 1553 | 1643 | 1709 | 1720 | 1730 | 1767  |
| ---- | ---- | ---- | ---- | ---- | ---- | ---- | ---- | ----- |
| 45 f | 36 f | 30 f | 15 f | 43 f | 40 f | 32 f | 53 f | 280 H |

| 1774 | 1789 | - | - | - | - | - | - | - |
| ---- | ---- | - | - | - | - | - | - | - |
| 53 f | 50 f | - | - | - | - | - | - | - |

#### Démographie contemporaine
L'évolution du nombre d'habitants est connue à travers les recensements de la population effectués dans la commune depuis 1793. Pour les communes de moins de 10 000 habitants, une enquête de recensement portant sur toute la population est réalisée tous les cinq ans, les populations de référence des années intermédiaires étant quant à elles estimées par interpolation ou extrapolation. Pour la commune, le premier recensement exhaustif entrant dans le cadre du nouveau dispositif a été réalisé en 2008.

En 2022, la commune comptait 1 397 habitants, en évolution de +11,49 % par rapport à 2016 (Pyrénées-Orientales : +3,92 %, France hors Mayotte : +2,11 %).
| 1793 | 1800 | 1806 | 1821 | 1831 | 1836 | 1841 | 1846 | 1851 |
| ---- | ---- | ---- | ---- | ---- | ---- | ---- | ---- | ---- |
| 146  | 268  | 319  | 380  | 427  | 442  | 472  | 531  | 513  |

| 1856 | 1861 | 1866 | 1872 | 1876 | 1881 | 1886 | 1891 | 1896 |
| ---- | ---- | ---- | ---- | ---- | ---- | ---- | ---- | ---- |
| 542  | 501  | 504  | 535  | 617  | 744  | 748  | 750  | 756  |

| 1901 | 1906 | 1911 | 1921 | 1926 | 1931 | 1936 | 1946 | 1954 |
| ---- | ---- | ---- | ---- | ---- | ---- | ---- | ---- | ---- |
| 887  | 889  | 870  | 846  | 769  | 749  | 759  | 668  | 695  |

| 1962 | 1968 | 1975 | 1982 | 1990 | 1999  | 2006  | 2008  | 2013  |
| ---- | ---- | ---- | ---- | ---- | ----- | ----- | ----- | ----- |
| 738  | 724  | 683  | 660  | 850  | 1 007 | 1 136 | 1 172 | 1 257 |

| 2018  | 2022  | - | - | - | - | - | - | - |
| ----- | ----- | - | - | - | - | - | - | - |
| 1 265 | 1 397 | - | - | - | - | - | - | - |

| selon la population municipale des années : | 1968 | 1975 | 1982 | 1990 | 1999 | 2006 | 2009 | 2013 |
| Rang de la commune dans le département      | 67   | 70   | 85   | 74   | 75   | 76   | 73   | 72   |
| Nombre de communes du département           | 232  | 217  | 220  | 225  | 226  | 226  | 226  | 226  |

### Enseignement
Le village dispose d'une école maternelle (4 classes) et d'une école élémentaire (5 classes).
Les élèves du secondaire sont dirigés vers le collège d'Elne ou vers les établissements de Perpignan.

### Manifestations culturelles et festivités
- Fête patronale : 30 novembre ;
- Fête communale : 1er dimanche d'octobre[46].

## Économie

### Revenus
En 2018, la commune compte 583 ménages fiscaux, regroupant 1 343 personnes. La médiane du revenu disponible par unité de consommation est de 20 520 € (19 350 € dans le département).

### Emploi
|                | 2008   | 2013   | 2018   |
| -------------- | ------ | ------ | ------ |
| Commune        | 9,8 %  | 12,5 % | 13,2 % |
| Département    | 10,3 % | 12,9 % | 13,3 % |
| France entière | 8,3 %  | 10 %   | 10 %   |

En 2018, la population âgée de 15 à 64 ans s'élève à 775 personnes, parmi lesquelles on compte 76,6 % d'actifs (63,5 % ayant un emploi et 13,2 % de chômeurs) et 23,4 % d'inactifs,. Depuis 2008, le taux de chômage communal (au sens du recensement) des 15-64 ans est inférieur à celui du département, mais supérieur à celui de la France.
La commune fait partie de la couronne de l'aire d'attraction de Perpignan, du fait qu'au moins 15 % des actifs travaillent dans le pôle,. Elle compte 169 emplois en 2018, contre 207 en 2013 et 196 en 2008. Le nombre d'actifs ayant un emploi résidant dans la commune est de 498, soit un indicateur de concentration d'emploi de 33,9 % et un taux d'activité parmi les 15 ans ou plus de 56,1 %.
Sur ces 498 actifs de 15 ans ou plus ayant un emploi, 83 travaillent dans la commune, soit 17 % des habitants. Pour se rendre au travail, 88,4 % des habitants utilisent un véhicule personnel ou de fonction à quatre roues, 1,2 % les transports en commun, 5,8 % s'y rendent en deux-roues, à vélo ou à pied et 4,6 % n'ont pas besoin de transport (travail au domicile).

### Revenus de la population et fiscalité
En 2010, le revenu fiscal médian par ménage était de 25 147 €.

### Entreprises et commerces

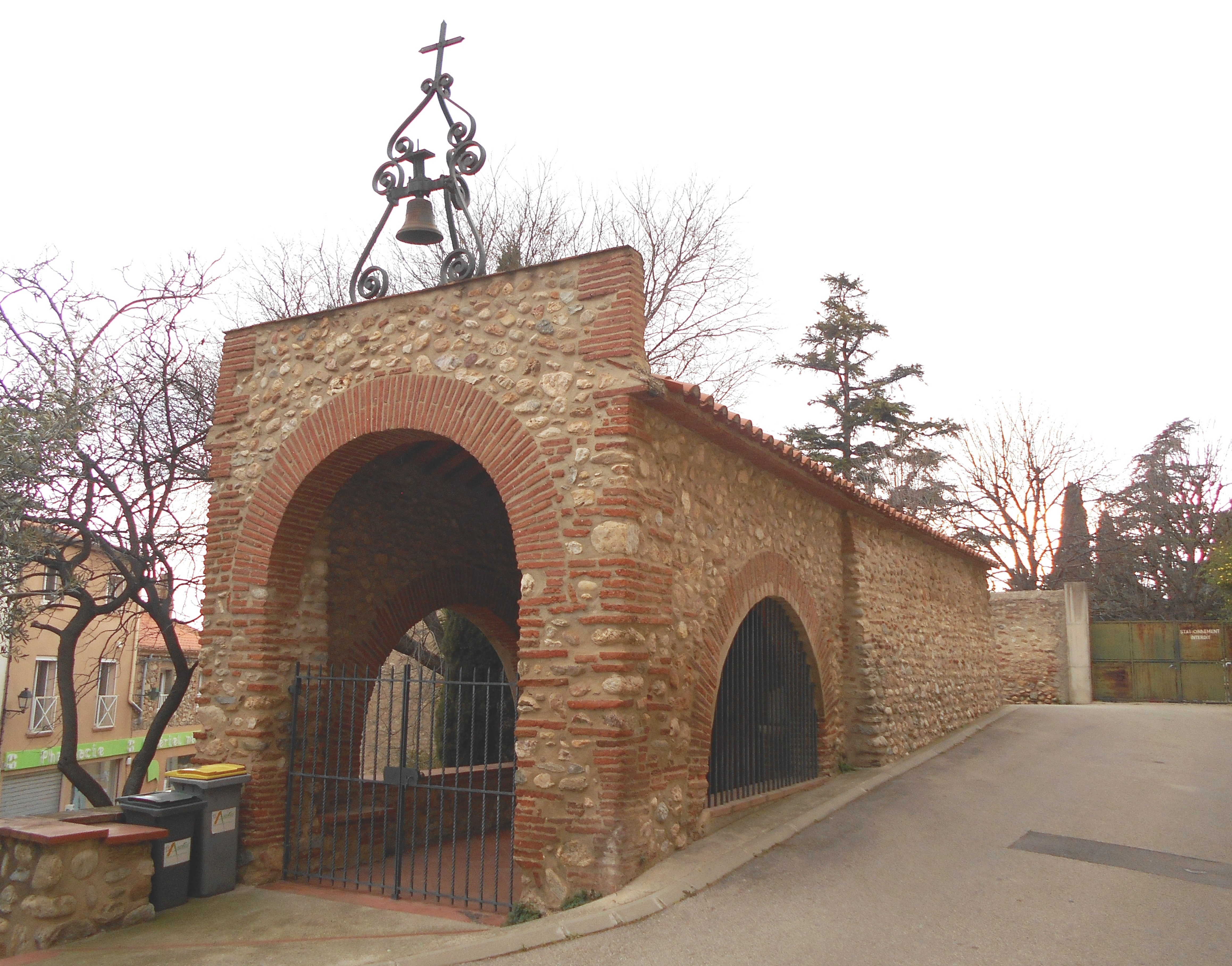
Chapelle Sainte-Anne de Banyuls-dels-Aspres

## Culture locale et patrimoine

### Monuments et lieux touristiques
- Église Saint-André de Banyuls-dels-Aspres ;
- Église Sainte-Marie de Fontclara ;
- Chapelle Sainte-Anne de Banyuls-dels-Aspres ;
- Gare de Banyuls-dels-Aspres fermée au service des voyageurs elle dispose toujours du bâtiment construit par la Compagnie du Midi en 1889[47].

### Personnalités liées à la commune
- Dalmau de Banyuls (1271-1345) : condottiere, chancelier et lieutenant du Royaume de Mallorca, né et décédé à Banyuls-dels-Aspres ;
- Arnau de Banyuls (v. 1280-v. 1320) : chevalier de l'Ordre du Temple, né à Banyuls-dels-Aspres ;
- Henri Ey (1900-1977) : psychiatre et psychanalyste français, connu pour avoir cherché à rapprocher psychiatrie et psychanalyse, né et mort à Banyuls-dels-Aspres ;
- Marcel Cazeilles (1906-2001) : poète, médecin militaire et général né à Banyuls-dels-Aspres ;
- François Molins (1953-) : magistrat né en 1953 à Banyuls-dels-Aspres.

### Héraldique
Les armoiries de la ville, Fascé de sable et d'argent (de six pièces), sont celles de la famille éponyme, la famille de Banyuls de Montferré.
| Armes de Banyuls-dels-Aspres | Les armes peuvent se blasonner ainsi : Fascé de sable et d'argent. |